# Sandia National Laboratories

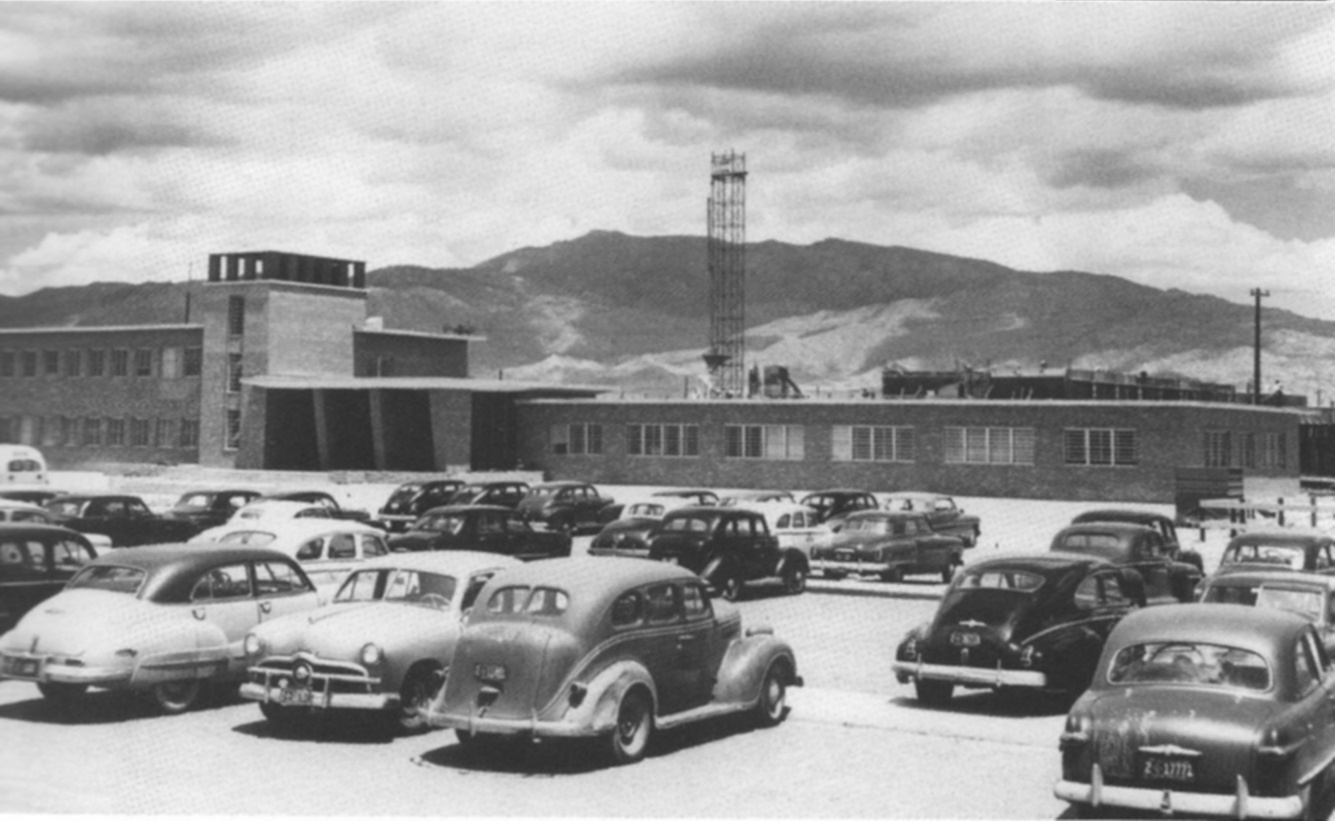
Uno dei primi edifici dei Sandia National Laboratories, completato nel 1949.

I Sandia National Laboratories sono due grandi laboratori dell'United States Department of Energy (DOE), che si occupano di questioni di sicurezza nazionale per conto della National Nuclear Security Administration (NNSA). Il loro obiettivo principale è sviluppare e testare le componenti non nucleari delle armi nucleari. Il campus principale, di circa 11 km², si trova ad Albuquerque, nel Nuovo Messico, nei pressi della Kirtland Air Force Base. Il secondo campus è situato a Livermore, in California, accanto al più grande Lawrence Livermore National Laboratory.

## Obiettivi scientifici

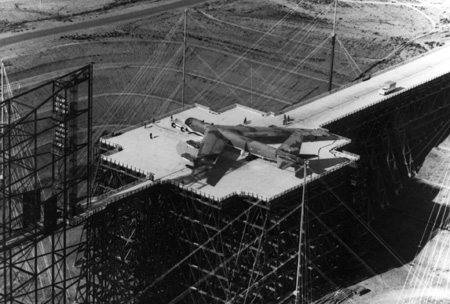
Un bombardiere strategico Boeing B-52 Stratofortress in fase di preparazione per il test EMP nel 1982.

La missione principale dei laboratori Sandia è lo sviluppo, la ricerca e la conduzione di test sugli armamenti nucleari statunitensi secondo le indicazioni del governo, dalla progettazione fino allo smantellamento. I compiti comprendono l'efficientamento e il mantenimento in sicurezza dell'armamento nucleare, lo sviluppo di sistemi di controllo e di tecnologie di non proliferazione nucleare, per la sicurezza nucleare internazionale. Vengono studiati anche sistemi di contenimento e riduzione dei rischi dovuti al programma nucleare e tecnologie legate allo smaltimento di scorie e materiali pericolosi. Inoltre si studiano soluzioni connesse con le armi di distruzione di massa, per la non proliferazione di armi di tipo chimico, biologico e radiologico. I Sandia Laboratories studiano inoltre come prevenire, e come eventualmente intervenire, in caso di incidenti catastrofici di ogni tipo.
I laboratori si occupano anche di ricerca e sviluppo nel settore dell'energia e dell'ambiente, con particolare riferimento alle infrastrutture nazionali. In particolare si studiano le energie alternative e tutta una serie di applicazioni legate all'energia, connesse alla sicurezza e all'immagazzinamento di energia. Inoltre vengono compiute ricerche sulla chimica computazionale, matematica, scienza dei materiali, MEMS, psicologia e scienze cognitive.

## Strumenti e tecnologie

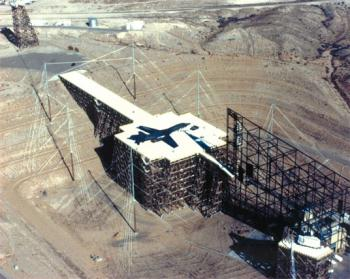
Un Rockwell B-1 Lancer è preparato per il test su ATLAS-I nel 1989. A destra il generatore Marx, al centro la piattaforma con il bombardiere strategico, le torri con i sensori ai lati della piattaforma e sul retro la torre con la terminazione resistiva.

Sandia ha ospitato il supercomputer ASCI Red, uno dei più potenti computer del pianeta, che ha raggiunto 1.06 Teraflop nel 1996, restando il computer più veloce del mondo fino al 2000. Attualmente nei laboratori è presente il nuovo supercomputer Red Storm, chiamato anche Thor's Hammer.
Sandia è anche la sede del Z machine, il più grande generatore di raggi X al mondo, progettato per testare i materiali in condizioni di temperatura e pressione estreme. La Z machine è stata inizialmente ideata per studiare in laboratorio i processi di fusione nucleare, che avvengono durante l'esplosione di una bomba termonucleare. Successivamente la ricerca si è concentrata sul possibile utilizzo della fusione nucleare come fonte di energia elettrica. I dati raccolti vengono utilizzati anche per simulare, con l'aiuto di modelli computerizzati, l'invecchiamento delle armi nucleari, per valutare l'andamento nel tempo della loro affidabilità e sicurezza.
La tecnologia LENS (Laser Engineered Net Shaping) è una tecnologia di prototipazione rapida sviluppata dai Sandia National Laboratories: consente di fabbricare componenti metallici direttamente da un modello digitale realizzato in CAD, tramite la deposizione di fili o polveri metalliche su substrato.
La piattaforma ATLAS-I (Air Force Weapons Lab Transmission-Line Aircraft Simulator), conosciuta anche come Trestle, ha effettuato test su velivoli dal 1972 al 1991. Si tratta della più grande struttura laminata in legno e colla al mondo: serviva per condurre test su velivoli, sottoponendoli a scariche elettriche fino a 10 milioni di Volt, per simulare gli effetti di un'esplosione nucleare sulle apparecchiature elettriche ed elettroniche.

## Storia

### Oxnard Field
Le origini dei Sandia National Laboratories risalgono al Progetto Manhattan, durante la Seconda guerra mondiale. Prima che gli Stati Uniti entrassero ufficialmente in guerra, vennero affittati terreni nei pressi dell'aeroporto di Albuquerque, in Nuovo Messico. La base, conosciuta come Oxnard Field, era al servizio dell'Esercito e della Marina militare. Nel gennaio 1941 iniziò la costruzione di una base aerea militare, alla fine dell'anno venne costituita la Bombardier School - Army Advanced Flying School. L'area venne successivamente rinominata Kirtland Camp, in onore del colonnello Roy S. Kirtland. Durante la Seconda guerra mondiale, le strutture vennero ulteriormente ampliate e Kirtland Camp servì come un importante impianto di formazione dell'Aviazione.

### Sandia Base

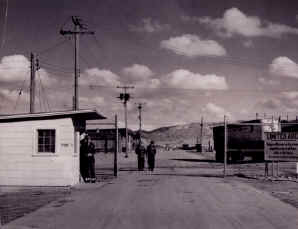
L'accesso alla Sandia Base alla fine degli anni '40.

Nei mesi che portano allo sviluppo della prima bomba atomica, Robert Oppenheimer, direttore del Los Alamos National Laboratory, e il suo consulente tecnico Hartly Rowe iniziarono la ricerca di un nuovo sito, da utilizzare per la continuazione dello sviluppo delle armi, in particolare nei suoi aspetti non-nucleari. Nel 1945 a Los Alamos venne istituita la Divisione "Z", in onore del direttore Jerrold R. Zacharias, che avrebbe gestito lo sviluppo, i test e l'assemblaggio delle armi per conto del Manhattan Engineer District. Il sito ottimale, una zona sicura per la costruzione di strutture dedicate alla Divisione "Z" venne individuato in Oxnard field. Le operazioni per il trasferimento iniziarono nel luglio 1945, da allora il sito venne indicato come "Sandia Base", il nome deriva dalle vicine Sandia Mountains.

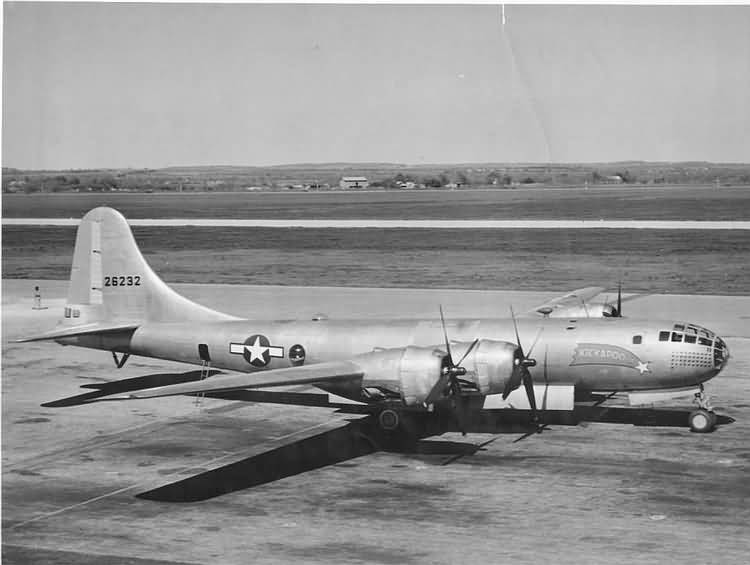
Un Boeing B-29 Superfortress.

Gli scienziati che avevano contribuito alla stressante campagna che portò alla costruzione delle prime armi atomiche poterono tornare alle loro occupazioni civili. Un nuovo team di 500 tecnici, all'interno della Divisione "Z", avrebbe proseguito le operazioni di progettazione e assemblaggio di bombe, per formare un arsenale nucleare alla fine della guerra. Alla fine del 1948 il personale impiegato alla Sandia Base ammontava a circa 1000 unità, i cosiddetti "Sandia Pioneers". 
Gli impiegati impararono ad assemblare le bombe atomiche e impararono come caricarle sui velivoli che le avrebbero trasportate. Nelle esercitazioni vennero usati dei Boeing B-29 Superfortress, gli stessi aerei che avevano trasportato le bombe atomiche su Hiroshima e Nagasaki.
Nel 1948 i "Pioneers" effettuarono una serie di test nucleari in atmosfera, nell'ambito dell'Operazione Sandstone, all'Atollo Eniwetok nelle Isole Marshall. I test atmosferici ebbero successo, ma per questioni di logistica, tempo atmosferico e sicurezza, era necessario un sito continentale. Il primo test continentale avvenne al Frenchman Flat, in Nevada, nel gennaio 1951, seguirono 927 test atmosferici e sotterranei, al Nevada Test Site.
Dal giugno 1946, venne utilizzata la Salton Sea Test Base, a circa 60 metri sotto il livello del mare, come terreno per testare le prestazioni balistiche in condizioni atmosferiche dense.
Nel 1954 venne ideata la wooden bomb, una bomba nucleare in grado di restare ferma per anni nei magazzini, che necessitasse di minima manutenzione e di pochissimo tempo di preparazione prima dell'uso.
Nel 1956, venne costruito un campus secondario nel sito di Livermore, California, e nel 1960 la Tonopah Test Range ha sostituito la base di Salton Sea come campo permanente dei test balistici di Sandia.

### Sandia National Laboratories
Il laboratorio di Sandia ha operato sotto il controllo dell'Università della California fino al 1949, quando il presidente Harry S. Truman chiese alla Western Electric, una società ausiliaria della American Telephone and Telegraph, di assumere le redini del laboratorio, presentandola come "un'occasione per rendere un servizio di eccezionale interesse nazionale." La Sandia Corporation, una consociata interamente di proprietà della AT&T Corporation, ha amministrato e gestito il laboratorio fino all'ottobre 1993. Nel 1979 il Congresso degli Stati Uniti ne ha cambiato il nome in Sandia National Laboratories. Attualmente la Sandia Corporation, una consociata interamente controllata dalla Lockheed Martin Corporation, gestisce complessivamente 4 strutture di proprietà del governo: il campus principale ad Albuquerque, Nuovo Messico (SNL/NM) con più di 6600 dipendenti, un secondo campus a Livermore, California (SNL/CA) che conta circa 850 dipendenti, e tre sedi minori per i test, Shorevie  (Minnesota), Tonopah (Nevada) e Kauai (Hawaii). A partire da maggio 2017, la gestione dei laboratori Sandia è affidata a un'entità chiamata National Technology and Engineering Solutions of Sandia, sussidiaria della Honeywell International.

## Visite istituzionali
Il laboratorio di Sandia ha suscitato grande interesse istituzionale, per la sua grande importanza nelle questioni di sicurezza nazionale, numerosi presidenti hanno visitato le strutture nel corso degli anni. Il 7 dicembre 1962, il presidente John F. Kennedy visitò la Sandia Base e tutte le strutture connesse con i test nucleari. Il 17 aprile 1966, il vicepresidente Hubert Humphrey visitò i laboratori. Nel 1992 visitarono i laboratori sia il presidente uscente George H. W. Bush che il candidato presidente Bill Clinton.